# Terhelt
A büntetőjogban a terhelt az a személy, akivel szemben büntetőeljárást folytatnak.
A terhelt a nyomozás során gyanúsított, a bírósági eljárásban vádlott, a büntetés jogerős kiszabása, illetve a megrovás, próbára bocsátás, jóvátételi munka végzésének előírása vagy javítóintézeti nevelés jogerős alkalmazása után elítélt.
Hatályos magyar szabályozása a 2017. évi XC. törvény 38. §-ban található.

## A bizonyítási teher
A vád bizonyítása a vádlót terheli. A kétséget kizáróan nem bizonyított tény nem értékelhető a terhelt terhére.

## A terhelt jogai
A terheltet megilleti a védelem joga. Mindenkinek joga van ahhoz, hogy szabadlábon védekezzék. E jogot korlátozni, illetőleg bárkinek a szabadságát elvonni csak az e törvényben meghatározott okból és a törvényben meghatározott eljárás alapján lehet.
A terhelt személyesen védekezhet, és a védelmét az eljárás bármely szakaszában védő is elláthatja. A bíróság, az ügyész és a nyomozó hatóság biztosítja, hogy az, akivel szemben a büntetőeljárást folytatják, az e törvényben meghatározott módon védekezhessék.
A védő eljárása az e törvényben meghatározott esetekben kötelező.
A terhelt jogosult arra, hogy:
- a gyanúsítást, a vád tárgyát, illetőleg ezek változását közöljék vele,
- az eljárási cselekményeknél – ha a büntetőeljárásról szóló 2017. évi XC. törvény (Be.) nem rendelkezik – jelen legyen, az eljárás során az őt érintő iratokba betekintsen,
- megfelelő időt és lehetőséget kapjon a védekezésre való felkészülésre,
- a védelmére szolgáló tényeket az eljárás bármely szakaszában előadja, indítványokat és észrevételeket tegyen,
- jogorvoslattal éljen,
- a büntetőeljárási jogairól és kötelességeiről a bíróságtól, az ügyésztől és a nyomozó hatóságtól felvilágosítást kapjon.

A fogva lévő terhelt jogosult arra, hogy:
- a védőjével, és ha külföldi állampolgár, az államának konzuli képviselőjével a kapcsolatot felvegye, vele írásban és szóban ellenőrzés nélkül érintkezzék,
- a hozzátartozójával vagy – az elsőfokú bíróságnak a tárgyalás előkészítése során hozott határozatáig az ügyész, azt követően a bíróság rendelkezése alapján – más személlyel szóban, személyesen felügyelet mellett, írásban ellenőrzés mellett érintkezzék.